# Jabłuniwka (rejon pryłucki)
Jabłuniwka (ukr. Яблунівка) – wieś na Ukrainie, w obwodzie czernihowskim, w rejonie pryłuckim. W 2001 roku liczyła 1569 mieszkańców.